# 六和企業集團
六和企業集團，台灣企業集團，由宗祿堂、宗圭璋、宗仁卿三兄弟於1948年在台灣創立六和紡織廠開始，逐步發展而成。旗下企業包括六和機械、六和實業及九和汽車，此外與美國福特汽車合資建立福特六和汽車。

六和集團旗下大部份企業都沒有上市，由宗氏家族持有股份。

## 歷史
創辦人宗祿堂，最早為山東省青島市增泰厚綢緞莊的學徒，其弟宗圭璋與宗仁卿隨後也到青島當學徒謀生。1931年，因原業主不想經營，宗仁卿買下其工作的內衣工廠，改名三和成家庭工業社。在抗日戰爭期間，青島受日本政府控制，日本商人買下三和社，改名三和棉織廠，擴大經營。在太平洋戰爭結束後，經營權回到宗家兄弟手中。

因第二次國共內戰，1947年宗仁卿至台灣考察，決定把紡織廠遷到台灣。1948年4月，紡織廠設備遷台，宗家三兄弟及工廠幹部也遷居台灣。他們將三和紡織廠改名為六和紡織廠，成為六和企業的開端。

1960年，六和紡織公司開始將成衣外銷美國。

1965年，在宗仁卿主導下，以六和紡織公司的資金，創辦六和汽車公司，成為繼裕隆汽車之後，台灣第二家汽車公司。與日本豐田汽車公司簽定技術合作，1958年開始生產Corona轎車及美力士小貨車。此外，也成立六和機械公司，負責生產六和汽車公司需要的零組件。1970年，成立七和實業公司，為三富及英國路寶汽車在台灣的代理經銷商。

在中日斷交與中華民國退出聯合國後，六和汽車與豐田汽車結束合作關係。1972年，在經濟部長孫運璿的協助下，美國福特汽車收購了六和汽車的七成股份，改名福特六和汽車。1973年，六和企業集團取得福特汽車在台灣的代理權，創立九和汽車，成為福特汽車在台灣的經銷商。

在中華人民共和國政府進行改革開放後，兩岸情勢趨緩，六和集團於1992年開始至中國投資，除了六和機械在中國設廠外，在上海創立九華汽車公司，代理福特汽車在中國的經銷。1995年，在山東青島建立六和食品公司。